# ヴィンチェンツォ・カテーナ
ヴィンチェンツォ・カテーナ（Vincenzo Catena、1480年ごろ - 1531年）はルネッサンス期のイタリアのヴェネツィア派の画家である。ヴィンチェンツォ・デ・ビアジョ（Vincenzo de Biagio）の名前でも知られ、多くの肖像画を残した。

## 略歴
生年月日や出身地についての資料はないが、生年は1470年から1480年の間と考えられていて、同年代のヴェネツィアで働いた画家にはジョルジョーネ（1477/1478-1510）やティツィアーノ・ヴェチェッリオ（1488/1490-1576）がいる。父親はイストリアの出身ではないかと推定されている。
若い時期に肖像画家として有名になったとされ、ヴェネツィアの元首（ドージェ）、レオナルド・ロレダン（1436-1521）からも注文を受けた。早くから裕福な画家になったとされ、遺言でヴェネツィアの絵画学校に多額の金銭を遺贈したことが知られている。初期の作品はジョヴァンニ・ベッリーニ(c.1430-1516)の影響が強いとされるが、1510年にジョルジョーネが亡くなった後、ジョルジョーネの影響が見られるようになった 。カテーナの作品に対して後世の研究者はヴェネツィア派の画家の模倣であるとして否定的な見解をもつものや、高い評価を与えるものがいる。

## 作品

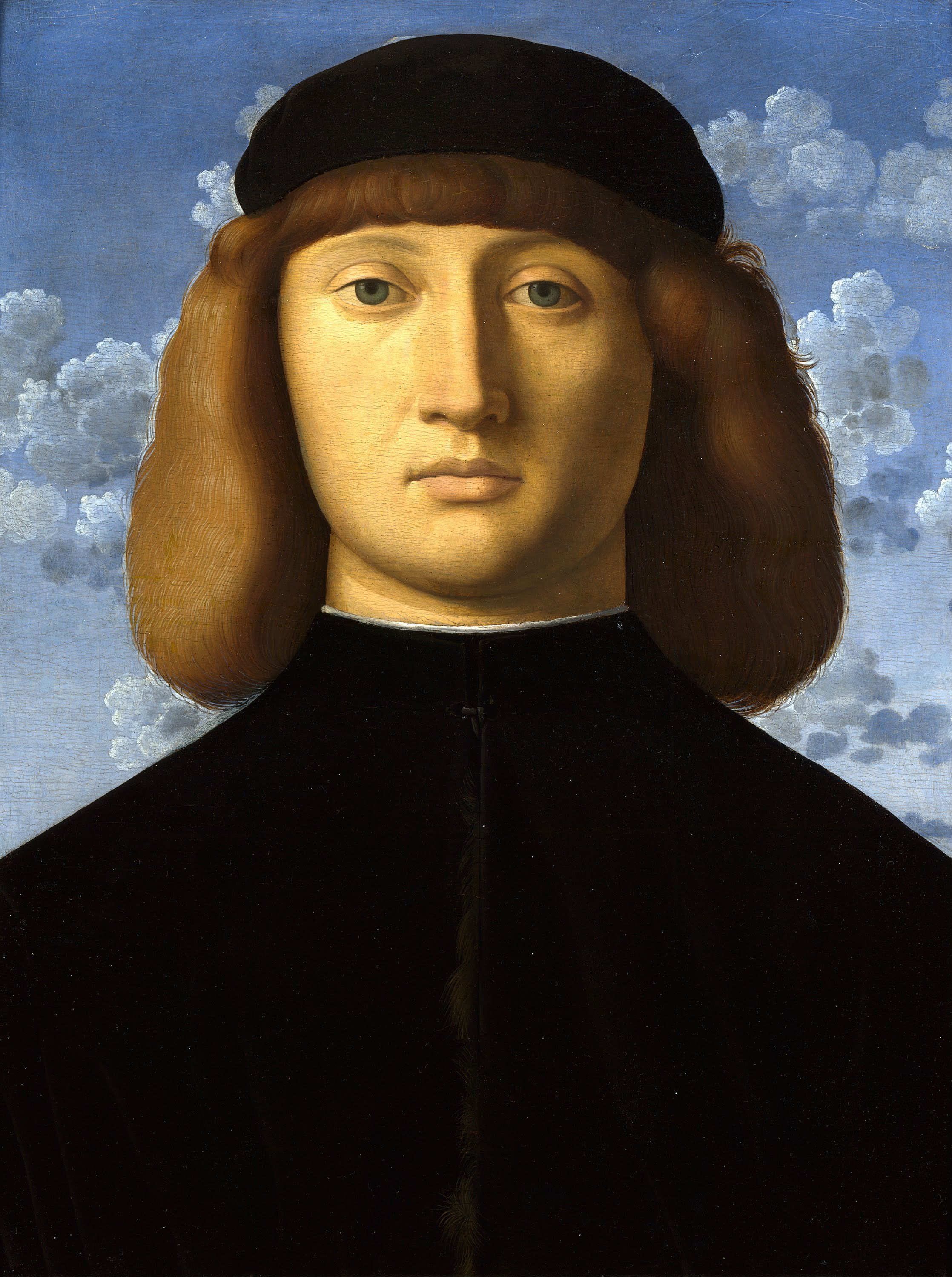
「若い男の肖像画」(c.1510) ナショナル・ギャラリー (ロンドン) 蔵
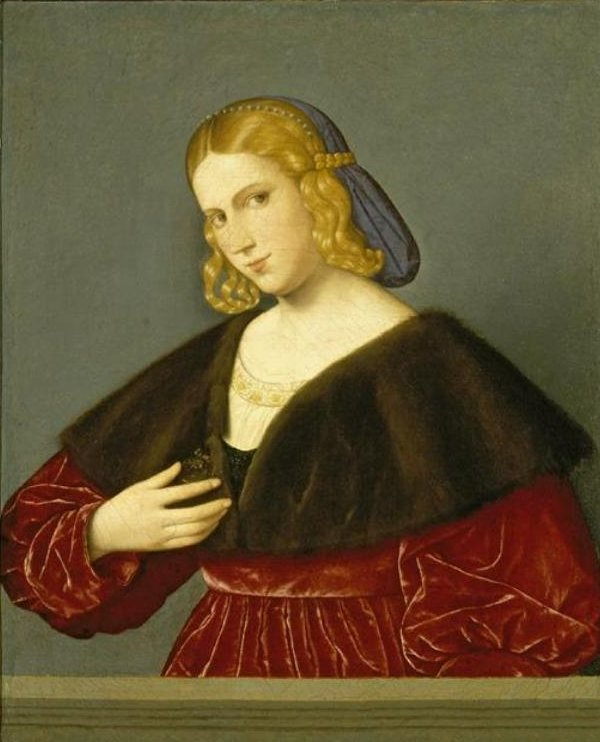
女性の肖像画(c.1520) El Paso Museum of Art 蔵
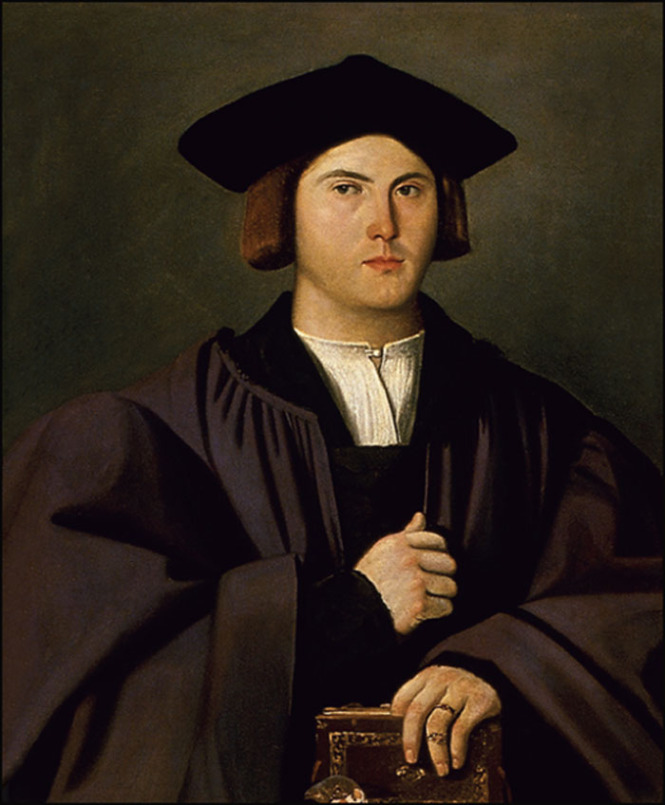
貴族の男の肖像画 (1531) Huntington Museum of Art 蔵
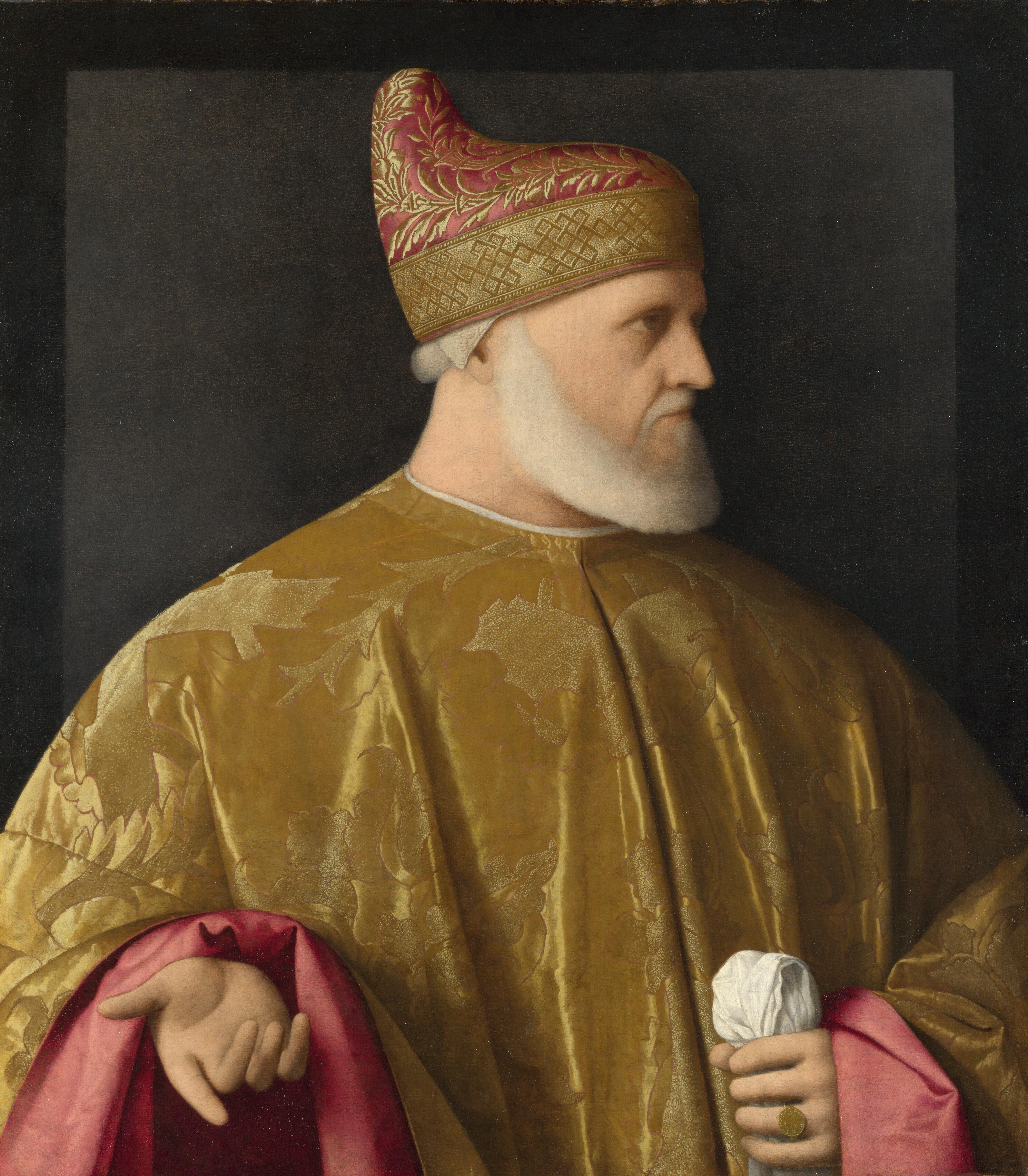
元首 アンドレア・グリッティの肖像画 ナショナル・ギャラリー (ロンドン) 蔵